# The Great Misdirect
The Great Misdirect är det femte studioalbumet av det amerikanska progressiva metalbandet Between the Buried and Me. Albumet släpptes den 27 oktober 2009 genom Victory Records och producerades av Jamie King. Trots att albumet endast innehåller sex låtar så är det nästan en hel timme långt. Sångaren Tommy Giles Rogers säger att The Great Misdirect är ett av de bästa album de skapat.

## Bakgrund
The Great Misdirect hamnade på plats #36 på Billboard 200.
Tommy Rogers har sagt att den sista låten, "Swim to the Moon" - som dessutom är bandets hittills längsta låt - på ett sätt hör ihop med "Sun of Nothing", en låt från deras föregående album, Colors. Låten hänger ihop med "Parallaxsagan" som skulle följa detta album, The Parallax: Hypersleep Dialogues och The Parallax II: Future Sequence.
I albumet sjunger gitarristen Paul Waggoner delar i "Desert of Song", och albumfotografen Chuck Johnson delar i "Swim to the Moon".
Albumets namn kommer från de sista raderna i låten "Obfuscation" och hör ihop med albumets generella tema.

## Låtlista
All sångtext är skriven av Tommy Giles Rogers, alla låtar är komponerade av Between the Buried and Me.
| Nr | Titel                                        | Längd |
| -- | -------------------------------------------- | ----- |
| 1. | "Mirrors"                                    | 3:38  |
| 2. | "Obfuscation"                                | 9:15  |
| 3. | "Disease, Injury, Madness"                   | 11:03 |
| 4. | "Fossil Genera – A Feed from Cloud Mountain" | 12:11 |
| 5. | "Desert of Song"                             | 5:34  |
| 6. | "Swim to the Moon"                           | 17:54 |

## Musiker
| Between the Buried and Me - Tommy Giles Rogers – Sång, keyboard - Paul Waggoner – Gitarr, sång på "Desert of Song" - Dan Briggs – Bass - Dustie Waring – Gitarr - Blake Richardson – Trummor Den här artikeln är helt eller delvis baserad på material från engelskspråkiga Wikipedia, The Great Misdirect, 6 juni 2012. - Låttexter på Dark Lyrics |